# The Kick Inside (canción)
"The Kick Inside" (inglés: La patada interior) es la decimotercera y última canción del álbum homónimo de la cantante británica Kate Bush.
Al igual que la mayoría de las canciones del álbum, la escribió entre los 13 o 15 años.

## Sobre la canción
Es una balada simple de piano/vocal y bastante densa en el tema lírico. Es una nota de suicidio escrita por una joven que está enamorada de su hermano mientras se cepilla sus encajes y su cretona. Al final, no queda claro si existió algún tipo de intimidad o pasión entre ambos.

## Crítica
Amy Hanson de Allmusic escribió: "Con solo unos arreglos mínimos, 'The Kick Inside' sigue siendo una de las primeras obras maestras vocales de Kate Bush. Aunque la escala de octavas tiene una amplitud increíble, logra poner fin a la emoción frenética que llevó a canciones como "Wuthering Heights" estar a favor de una pasión templada. Absolutamente preciosa y a la vez un lamento escalofriante, 'The Kick Inside' es un melancólico dueto entre el piano y la voz que toca mucho de los temas y las imágenes que Bush abarcaría en el progreso de su carrera. La canción es básicamente una nota de suicidio (...) a pesar de que los hechos que se exponen después de la pasión o en preparación para ella nunca (astutamente) quedaron claros. 'The Kick Inside' es terrible e inocente a la vez, pero está tan tiernamente entregada que se hace muy difícil discernir entre el bien y el mal".

## Trabajos similares
Con "The Kick Inside" empieza una suerte de "tradición" el incluir una balada de piano/vocal en cada uno de sus trabajos posteriores. Sin embargo, álbumes como Aerial y 50 Words for Snow se basan casi exclusivamente en canciones de ritmo más lento aunque con una sofisticada instrumentación. Algunas canciones destacadas que continúan este estilo son:
- "The Man with the Child in His Eyes" (1978)
- "In the Warm Room" (1978)
- "The Infant Kiss" (1980)
- "All the Love" (1982)
- "And Dream of Sheep" (1985)
- "This Woman's Work" (1989)
- "Moments of Pleasure" (1993)
- "A Coral Room" (2005)
- "Moments of Pleasure" (versión de Director's Cut, 2011)
- "Among Angels" (2011)

## Personal y producción
- Kate Bush - compositora, voz principal, piano
- Andrew Powell - productor, arreglista